# Le Bossu de Notre-Dame
Pour les articles homonymes, voir Le Bossu (homonymie).
Série Classiques d'animation Disney
Pocahontas
(1995) Hercule
(1997)
Série Le Bossu de Notre-Dame
Le Bossu de Notre-Dame 2
(2000)
Pour plus de détails, voir Fiche technique et Distribution.
Le Bossu de Notre-Dame (The Hunchback of Notre Dame), est le 48e long-métrage d'animation et le 34e « Classique d'animation » des studios Disney, et réalisé par  Gary Trousdale, Kirk Wise, et les frères Gaëtan et Paul Brizzi. Sorti en 1996, il s'inspire librement du roman Notre-Dame de Paris de Victor Hugo paru en 1831, dont il est la neuvième adaptation à l'écran.
Le film a fait l'objet d'une suite, sortie directement en vidéo en 2002 : Le Bossu de Notre-Dame 2 : Le Secret de Quasimodo.

## Synopsis
En l'an de grâce 1482 le 6 janvier, un gitan nommé Clopin amuse des enfants devant un théâtre de marionnettes, et leur conte l'histoire d'une famille de bohémiens venue à Paris une vingtaine d'années auparavant. Tous se firent arrêter par les gardes du diabolique juge Claude Frollo, mais une bohémienne se sauva avec un paquet à la main, Frollo à ses trousses (croyant qu'il s'agissait d'objets volés). Devant la cathédrale Notre-Dame de Paris, Frollo arracha le paquet des mains de la gitane, ce qui la fit tomber sur le parvis et la tua. En voyant le bébé tout difforme que contenait le paquet, il fut sur le point de le laisser tomber dans un puits, mais à ce moment-là l'archidiacre arriva. Sous l'œil de Notre-Dame, Frollo craignit de perdre son âme, alors l'archidiacre lui demanda d'élever l'enfant comme si c'était le sien. Frollo accepta, mais à condition qu'il demeurât dans l'église à l'abri des regards.
Pendant que Clopin termine son histoire, Quasimodo sonne les cloches de la cathédrale en se demandant comment est la civilisation à ses pieds. Ses trois amis, les gargouilles : La Rocaille, La Muraille, et La Volière, s'attendent à assister à un festival appelé La Fête des Fous. Mais Quasimodo rentre dans sa chambre, tristement, voulant à tout prix aller à la fête. Les gargouilles insistent, mais au moment où Quasimodo s'apprête à sortir, Frollo arrive et lui explique que la seule façon de le protéger de la cruauté de l'extérieur, c'est qu'il reste dans la cathédrale.
Dans les rues de Paris, Phœbus de Châteaupers, capitaine de la garde, est séduit par la belle bohémienne Esméralda, et il la défend lorsque des gardes la prennent pour une voleuse. Pendant ce temps, Quasimodo décide enfin d'aller à la Fête des Fous, à laquelle Frollo doit assister en tant que personnage officiel. Lors de son numéro de danse, Esmeralda ne laisse pas indifférent Quasimodo, Phœbus et même Frollo. Au cœur de l'événement, l'homme le plus laid de la ville doit être couronné Roi des Fous. Quand Quasimodo est révélé, la foule est estomaquée ; mais Clopin le proclame Roi des Fous et la foule l'applaudit.
Rapidement, la fête dégénère et Quasimodo est maltraité par la foule sous les yeux indifférents de son maître Frollo. Esmeralda prend sa défense malgré l'interdiction de Frollo de s'approcher de lui, s'attirant la colère de ce dernier qui donne à ses gardes l'ordre de la capturer. Mais elle parvient à s'enfuir avec l'aide de la foule et se réfugie dans la cathédrale, suivie par Phœbus. Mais Frollo arrive dans la cathédrale, et Phœbus feint qu'Esmeralda a demandé le droit d'asile pour que celle-ci ait la vie sauve, mais elle doit rester dans la cathédrale pour ne pas se faire arrêter et Frollo poste un garde à chaque porte pour être sûr qu'Esmeralda ne s'échappe pas. Plus tard, Esmeralda se lie d'amitié avec Quasimodo et pour la remercier de l'avoir défendu à la fête des Fous, il l'aide à s'échapper de la cathédrale. Avant de partir, Esmeralda donne à Quasimodo un talisman qui pourrait l'aider à trouver un asile, s'il en a besoin. Quasimodo commence à tomber amoureux d'Esmeralda, mais il n'est pas le seul : Phœbus est amoureux d'elle, mais Frollo aussi. En confessant son obsession pour elle, celui-ci apprend qu'Esmeralda s'est échappée : il se jure qu'Esmeralda sera à lui ou elle mourra.
Le lendemain, il traque et fait chanter tous les bohémiens qui sont cachés dans Paris pour obtenir un indice où pourrait se trouver la bohémienne, mais aucun des compagnons d'Esmeralda ne parle, pour ne pas trahir leur amie. Les bohémiens sont alors arrêtés. Phœbus, dégoûté des actions de son chef, décide de se rebeller lorsque Frollo lui donne l'ordre de brûler le moulin après y avoir enfermé le meunier et sa famille innocents. Phœbus est alors condamné à mort, mais Esmeralda, qui était cachée sous un déguisement de vieux mendiant, aide Phoebus à s'enfuir alors qu'il allait être exécuté. Phœbus s'enfuit avec le cheval de Frollo, mais une flèche le frappe dans le dos et il tombe dans la Seine. Esmeralda court alors le repêcher des eaux, mais Frollo a donné l'ordre de traquer Esmeralda même s'il faut mettre Paris à feu et à sang.
Plus tard dans la nuit, Esmeralda revient dans la cathédrale avec Phœbus blessé et un de ses compagnons. Elle le soigne et finit par lui donner un baiser, sans se rendre compte qu'elle a brisé le cœur de Quasimodo, qui a été convaincu par ses amies gargouilles qu'il était la personne idéale pour elle. Mais soudainement, Frollo arrive rapidement dans la cathédrale. Esmeralda est obligée de s'enfuir, demandant à Quasimodo de veiller sur Phœbus. Quasimodo cache le corps de ce dernier juste à temps avant que Frollo n'arrive. Celui-ci lui dit alors qu'il sait que Quasimodo a aidé Esmeralda à s'échapper de la cathédrale mais que très bientôt, il se débarrassera de la gitane et pour cela, il attaquera son repaire à l'aube avec une armée de mille hommes.
Après que Frollo a quitté la cathédrale, Phœbus sort de sa cachette et se met en tête de trouver la Cour des miracles avant l'aube, mais Quasimodo, dans un premier temps, refuse de l'aider pour ne pas s'attirer les foudres de Frollo. Convaincu par les gargouilles, il finit par aider Phœbus à trouver la Cour des miracles grâce au talisman qu'Esmeralda a donné à Quasimodo avant de s'enfuir. Il s'avère que ce talisman est un plan qui mène tout droit à la Cour des miracles. Les deux hommes se mettent en route, mais ils tombent dans un piège posé par Clopin qui croit que Quasimodo et Phœbus sont des espions de Frollo. Les deux hommes sont alors condamnés à la pendaison, mais Esmeralda arrive in extremis sauver ses amis. Phœbus prévient les gitans de l'attaque de Frollo et ceux-ci préparent leur fuite. Esmeralda les remercie, mais alors, Frollo arriva avec son armée plus tôt que prévu. En effet, Frollo a feint qu'il avait trouvé la Cour des miracles alors qu'en fait, il avait suivi Quasimodo et Phoebus. Esmeralda, Phœbus et les bohémiens sont faits prisonniers et Quasimodo est emmené à la cathédrale.
Le lendemain, Frollo organise alors l'exécution publique d'Esmeralda, condamnée pour sorcellerie au bûcher. Frollo fit une dernière proposition à Esmeralda : le choisir lui, ou le feu. En réponse, elle lui crache au visage. Pendant ce temps, Quasimodo est enchaîné dans la cathédrale, et il lui est impossible de se libérer. N'ayant plus de force pour se battre, il refuse de sauver son amie. Mais, lorsque Frollo allume le bûcher, Quasimodo entre dans une fureur incroyable et réussit à briser ses chaînes. Il prend alors une corde et descend rapidement pour sauver Esmeralda des flammes. Malheureusement, la bohémienne est inconsciente et Quasimodo l'emmène en haut de la cathédrale. Sur la grande rosace, Quasimodo porte Esmeralda au-dessus de sa tête et crie trois fois « Droit d'asile ». Le bossu ramène la bohémienne dans une pièce sûre et défend la cathédrale qui va être assiégée par Frollo.
Dans le même temps, Phœbus réussit à se libérer de sa cage et appelle les citoyens de Paris à se rebeller contre Frollo. Les gitans sont libérés et s'allient avec les citoyens pour libérer la ville de la terreur de Frollo. Quasimodo (avec l'aide des gargouilles) utilise divers moyens pour éliminer les soldats, comme jeter du plomb fondu sur le parvis, mais Frollo réussit à entrer dans la cathédrale.
Quasimodo, pensant que la cathédrale était sauvée, revient auprès d'Esmeralda, mais celle-ci semble ne pas se réveiller. Désespéré, il pleure son amie. Frollo entra alors dans la pièce avec un poignard caché. Alors qu'il allait poignarder le bossu, Quasimodo voit l'ombre de son maître et se défend pour ensuite tenir l'arme entre ses mains. Il se rend compte alors que le monde n'est pas si cruel, mais que les seules choses cruelles sont les personnes comme Frollo. Tout d'un coup, Esmeralda se réveille. Quasimodo prend alors la belle bohémienne dans ses bras et s'enfuit pour que Frollo ne lui fasse pas de mal.
Frollo n'a aucune difficulté à trouver leur cachette et, déterminé à les tuer, les frappe avec son épée, mais Quasimodo réussit à esquiver les attaques. Frollo, avant d'en finir avec Quasimodo, lui révèle que sa mère est morte pour le sauver. Il provoque alors la chute du bossu mais Quasimodo réussit à s'agripper et à entraîner Frollo dans sa chute en tenant sa cape. Esmeralda retient désespérément la main de Quasimodo, et Frollo trouve alors le moment de faire d'une pierre deux coups : il monte sur une gargouille et déploie son épée pour donner le coup de grâce à ses victimes. Mais son poids fragilisant la gargouille en question, Frollo manque de tomber et s'agrippe à la gargouille qui rugit face à lui avant de céder, entraînant la chute de Frollo dans le plomb fondu. Esmeralda, épuisée, retient tant bien que mal Quasimodo, qui lui glisse des mains et tombe dans le vide.
Heureusement, Phœbus le rattrape un peu plus bas. Quasimodo le remercie et Esmeralda rejoint les deux hommes. Quasimodo, accepte l'amour d'Esmeralda envers Phoebus et rassemble leurs mains. Le couple sort de la cathédrale, acclamé par la foule. Encouragé par Esmeralda et Phœbus, Quasimodo sort aussi de la cathédrale. Une petite fille sort de la foule et lui caresse le visage en guise de remerciement. Elle l'accompagne alors dans la foule, qui l'acclame comme un héros et l'accepte dans la société, sous les yeux émerveillés d'Esmeralda, Phœbus, Clopin et des gargouilles.

## Fiche technique
- Titre original : The Hunchback of Notre Dame
- Titre français : Le Bossu de Notre-Dame
- Réalisation : Gary Trousdale et Kirk Wise, assistés de Paul Brizzi et Gaëtan Brizzi
- Scénario : Tab Murphy, Irene Mecchi, Jonathan Roberts, Bob Tzudiker et Noni White d'après le roman Notre Dame de Paris de Victor Hugo
  - assistés de Will Finn (supervision), Paul Brizzi, Gaëtan Brizzi, Edward Gombert, Kevin Harkey, Brenda Chapman, Jeff Snow, Jim Capobianco, Burny Mattinson, John Sanford, Francis Glebas, Denis Rich, Kelly Wightman, James Fujii, Floyd Norman, Kirk Hanson, Christine Blum, Gee Fwee Boedoe et Sue Nichols
- Conception graphique :
  - Direction artistique : David Goetz
  - Cadrage (Layout) : Ed Ghertner (supervision), assisté de Daniel St. Pierre (en)
  - Décors : Lisa Keene (supervision), assistée de Doug Ball
  - Mise au propre (Clean-up) : Vera Lanpher-Pacheco (supervision), assistée de Lieve Miessen
  - Coordinateur artistique : Randy Fullmer
  - Conception des personnages : James Baxter, Anne-Marie Bardwell, Marek Buchwald, Peter de Séve, Ed Ghertner, Joe Grant, Lisa Keene, Rick Maki, Sue Nichols, Tony Fucile, Gee Fwee Boedoe, Thom Enriquez, Vance Gerry, Jean Gilmore, Darek Gogol, Shawn Keller, Joseph Moshier et Rowland Wilson
- Animation :
  - Supervision : James Baxter, Tony Fucile, Kathy Zielinski, Russ Edmonds, Michael Surrey, David Pruiksma, Will Finn, Ron Husband et David Burgess
  - Animation des personnages : Christopher Bradley, Doug Frankel, Shawn Keller, John Ripa, Christopher Sauve, Eric Walls, Trey Finney, Tom Gately, Ralf Palmer, Stéphane Sainte Foi, Yoshimichi Tamura, Anthony Ho Wong, Phil Young, Anne-Marie Bardwell, Bolhem Bouchiba, Robert Espanto Domingo, Gilda Palinginis-Kouros, Dave Kupczyk, Jared Beckstrand, David Brewster, Mark Koestier, Douglas Krohn, Mark Pudleiner, Bill Waldman, Travis Blaise, Patrick Delage, William Recinos, Dominique Monféry, Roger Chiasson, Steven Pierre Gordon, Sergio Pablos, Chris Wahl, Marc Eoche Duval, Michael Cedeno, Bradley Kuha, Robert Bryan, David Zaboski, Danny Galieote, Rejean Bourdages, Daniel T. Hofstedt, David Hancock, Larry White, Jamie Oliff, Kent Hammerstrom, Jean Morel, Teresa Martin, Sylvain Deboissy, Sasha Dorogov, Daniel O'Sullivan et Catherine Poulain
  - Effets spéciaux : Christopher Jenkins (supervision), assisté de Mike Smith
  - Animation numérique (CGI) : Kiran Bhakta Joshi (supervision), assisté de Gregory Griffith et Mike Merell, avec la participation de Pixar
- Montage : Helen Keneshea (supervision film)
- Musique :
  - Composition : Alan Menken
  - Chansons : Stephen Schwartz (paroles), Alan Menken (musique)
  - Arrangements vocaux : David Friedman
  - Orchestrations et direction : Michael Starobin
- Directrice de production : Patricia Hicks, assistée de Jean-Luc Florinda
- Coproduction : Roy Conli
- Production associée : Phil Lofaro
- Production déléguée : Don Hahn
- Société de production : Walt Disney Pictures
- Société de distribution : Buena Vista Pictures Distribution (États Unis) ; Gaumont Buena Vista International (France)
- Budget : environ 100 millions de USD
- Format : couleur — 1,66:1 (1,85:1 étendu) — son Dolby Digital
- Genre : animation
- Durée : 87 minutes
- Dates de sortie : 
  - États-Unis : 21 juin 1996[1]
  - France : 27 novembre 1996

Note : La liste des « crédités » au générique étant trop longue pour être citée in extenso ici, nous n'avons repris que les principaux contributeurs.

## Distribution

### Voix originales
- Tom Hulce : Quasimodo
- Demi Moore : Esméralda
- Heidi Mollenhauer : Esméralda (chant)
- Tony Jay : Frollo
- Kevin Kline : Phœbus
- Paul Kandel : Clopin
- Jason Alexander : Hugo (La Rocaille)
- Charles Kimbrough : Victor (La Muraille)
- Mary Wickes : Laverne (La Volière)
- Jane Withers : Laverne (dialogue additionnel)
- David Ogden Stiers : Archdeacon (L'Archidiacre)
- Mary Kay Bergman : Quasimodo's mother (Mère de Quasimodo)
- Corey Burton : Brutish Guard (Garde brutal)
- Bill Fagerbakke : Oafish Guard (Garde maladroit)
- Jim Cummings : Guard (Garde) / Gypsy (Bohémien)
- Patrick Pinney : Guard (Garde) / Gypsy (Bohémien)
- Gary Trousdale : The Old Heretic (le Vieil hérétique)
- Frank Welker : Le petit oiseau et Djali
- Carole Jeghers : Snowball (Boule de neige) / Villager (Villageois)
- Jack Angel, Scott Barnes, Bob Bergen, Susan Blu, Rodger Bumpass, Philip Clarke, Jennifer Darling, Debi Derryberry, Bill Farmer, Dana Hill, Sherry Lynn, Mona Marshall, Howard McGillin, Philip Proctor, Kath Soucie et Marcelo Tubert : voix additionnelles

### Voix françaises
- Francis Lalanne : Quasimodo
- Rebecca Dreyfus : Esméralda
- Claudia Meyer : Esméralda (chant)
- Jean Piat : Frollo
- Emmanuel Jacomy : Phœbus
- Bernard Alane : Clopin / La Muraille
- Michel Mella : La Rocaille
- Perrette Pradier : La Volière
- Dominique Tirmont : L'Archidiacre
- Nathalie Régnier : La mère de Quasimodo
- Francis Sarthour : Le garde brutal
- Jean-Michel Farcy : Le garde maladroit
- René Bériard : Le vieil hérétique
- Michel Vocoret : Le passeur des gitans
- Chœurs : Daniel Beretta, Pierre-François Pistorio, Jean-Jacques Cramier, Olivier Constantin, Mika Bam, Richard Rossignol, Emmanuelle Coignard-Krebs, Méry Lanzafame, Barbara Beretta, Bénédicte Lécroart, Alain Thuilier, Coralie Thuilier

### Voix québécoises
- Martin Watier : Quasimodo
- Lara Fabian : Esméralda
- Ronald France : Juge Claude Frollo
- Yves Lapierre : Juge Claude Frollo (chant)
- Daniel Picard : Capitaine Phœbus
- Mario Fraser : Clopin
- Manuel Tadros : Hugo
- Pierre Chagnon : Victor
- Vincent Potel : Victor (chant)
- Élizabeth Chouvalidzé : Laverne
- Edgar Fruitier : L'Archidiacre
- Aline Pinsonneault : Mère de Quasimodo
- Serge Bossac : Vieil hérétique
- Yves Corbeil : Garde brutal
- Bernard Fortin : Garde rustre
- Natalie Hamel-Roy : Paysanne
- Chœurs : Alain Couture, Catherine Léveillé, Dominique Primeau, Gardy Fury, José Paradis, Julie Leblanc, Marie-Christine Depestre, Vincent Potel, Vincent Morel, Luc Campeau, José Paradis, Pierre Bédard, Dominique Faure, Daniel Beretta, Pierre-François Pistorio, Jean-Jacques Cramier, Olivier Constantin, Mika Bam, Richard Rossignol, Emmanuelle Coignard-Krebs, Méry Lanzafame, Barbara Beretta, Bénédicte Lécroart, Alain Thuilier, Coralie Thuilier

## Chansons du film
- Les Cloches de Notre-Dame (The Bells of Notre Dame) - Clopin, l'Archidiacre et Frollo
- Rien qu'un jour ou Qu'une fois au Québec (Out There) - Frollo et Quasimodo
- Charivari ou Coco Dingo au Québec (Topsy Turvy) - Clopin et les villageois
- Les Bannis ont droit d'amour ou Que Dieu aide les exclus au Québec (God Help the Outcasts) - Esméralda
- Une douce lueur ou La Lumière des cieux au Québec (Heaven's Light) - Quasimodo
- Infernale ou Le Feu de l'Enfer au Québec (Hellfire) - Frollo
- Un gars comme toi (A Guy Like You) - La Rocaille, la Muraille et la Volière
- La Cour des Miracles (Court of Miracles) - Clopin et les gitans
- Les Cloches de Notre-Dame (reprise) - Clopin et chœur

### Chansons non utilisées
- Someday (« Un jour ») - chantée par Esméralda et remplacée par Les Bannis ont droit d'amour
- In a Place of Miracle (« Dans un endroit de miracle »)
- As Long As There's a Moon (« Aussi longtemps qu'il y a la Lune »)

## Production
Quinze minutes de l'animation du Bossu de Notre-Dame sont réalisées dans le studio Walt Disney Feature Animation France, basé à Montreuil et dont les directeurs créatifs sont les frères Gaëtan et Paul Brizzi. Ces derniers conçoivent notamment la scène du prologue, le cauchemar de Frollo et le combat final. Il s'agit donc du premier classique d'animation Disney qui n'a pas été entièrement produit aux États-Unis. Toutefois, les frères Brizzi estiment que le résultat final de leurs séquences est édulcoré, et que le film hésite trop entre l'aspect dramatique et le côté cartoon.
David Koenig s'amuse dans son livre Mouse Under Glass avec un classement du « niveau d'orphelinage » mesuré sur une échelle de 1 à 100, du plus antipathique ou plus pathétique-sympathique et y classe Quasimodo en seconde place derrière Penny dans Les Aventures de Bernard et Bianca (1977) suivi par Bambi et Dumbo.
Après la sortie en demi-teinte du film, l'animateur Will Finn précise que Rox et Rouky et Taram et le Chaudron magique avaient une particularité que les films de la période suivant n'ont pas eu, celle de ne pas avoir d'échéance fixe et pouvait être repoussé.

## Thèmes
L’apparence physique : 
L’adaptation Disney du Bossu de Notre-Dame offre une place centrale à la thématique de la laideur et de la beauté physique. Le personnage principal, Quasimodo, est bossu. Sa difformité, qui le rend « hideux » d’après Annie Delrieu et d’Alain Garcia, fait de lui un monstre aux yeux du monde. Il est contraint de se cacher et de vivre reclus au sein de la cathédrale de Notre-Dame. Le bossu, par son apparence, n’est plus un humain, il appartient à l’enceinte du bâtiment religieux autant que les gargouilles. Il ne fait plus qu’un avec les murs de la cathédrale. « Nous associons spontanément l'homme [Quasimodo] à l'édifice. La laideur et les malformations du bossu amalgament l’homme de chair et les figures compliquées de la pierre. »
Quasimodo ne devrait pas exister, il était promis à une mort certaine, puisque Frollo allait le noyer après avoir découvert l’apparence physique du bébé. Pour Frollo, son aspect est la preuve qu’il est impur, que c’est une créature démoniaque, il faut selon ses mots « le renvoyer en enfer, là où il appartient ». Comme dans Elephant Man, le « monstre » a une mère considérée comme belle physiquement. Comment a-t-elle pu engendrer une telle créature ? Si dans le Bossu de Notre-Dame, tout comme dans le film cité précédemment, celle-ci est décédée, la mère de Quasimodo se reflète à travers le personnage d’Esmeralda. C’est une jeune femme, elle aussi gitane, qui a une apparence similaire à celle de la mère de Quasimodo au début de l’adaptation, juste avant sa mort causée par Frollo. Esmeralda représente par opposition à Quasimodo, la beauté par excellence. Elle est charmante, gracieuse, pétillante. Elle éblouit le monde par sa danse et ses charmes, alors que Quasimodo lui est « trop laid » pour le monde qui est  « méchant » et le rejettera.
La beauté intérieure : 
Le film Disney raconte  « le conte d’un homme et d’un monstre »  comme annoncé dès le début de l’adaptation. La formule laisse planer le doute : qui est l’homme et qui est le monstre ? Si en apparence Quasimodo est le monstre, et Frollo l'homme, les agissements de l’un et de l’autre pourraient laisser penser qu’il s’agit finalement du contraire. Bien que difforme physiquement, Quasimodo est capable d’humanité. Il est celui qui fait sonner les cloches de Notre-Dame, un son considéré comme beau par tous. Il produit également de la beauté grâce à sa créativité en construisant de ses mains une maquette de la cathédrale, tout comme Joseph Merrick dans Elephant Man. Enfin, il éprouve des sentiments nobles, comme celui de son amour pur envers Esmeralda.
Frollo lui est consumé par un désir interdit, puisqu’il est un homme d’Église. Il est présenté comme un «une figure diabolique sans nuance», puisqu’il est prêt à brûler Esmeralda, afin de se délivrer de l’attirance qu’il éprouve. Bien qu’il soit pieux, Frollo agit contre la morale chrétienne, il pense posséder un droit de vie ou de mort sur les personnes qui l’entourent s'y il considère qu’elles ne sont pas dignes, notamment car impies à ses yeux.
La femme bohémienne : 
Esmeralda est l’objet de tous les désirs. Ceux de Frollo, mais aussi l’amour de Quasimodo et de Phœbus. Ainsi son charme est présenté comme un sortilège. « Rayonnante de ses seize ans, ensorceleuse malgré elle, sensuelle et chaste à la fois, la Bohémienne hugolienne semble être le reflet littéraire des regards contrastés que portent les érudits de l’époque sur les Tsiganes et sur la sexualité des femmes en particulier ». Elle serait capable de manipuler les autres. Au début, elle est accusée d’être une voleuse. Ensuite, elle est dépeinte comme une sorcière par Frollo qui souhaite la brûler sur le bûcher. Une représentation fidèle au roman puisque selon J. Palou « Esmeralda n’est qu’une prétendue sorcière aux yeux lucides de V. Hugo et son seul sortilège c’est sa beauté ». Cette image, de la femme, de surcroit bohémienne, qui serait une sorcière, est le reflet d’une société à la fois « prosaïque, raciste, policée, carcérale, religieuse, puritaine et sclérosée ». La femme bohémienne incarne l’altérité, parce qu’elle est une femme, donc du sexe opposé, mais qu’en plus en est le produit d’un « Ailleurs » fantasmé. « La bohémienne – qu’elle s’appelle Carmen, Vellini ou Esméralda – est l’expression d’un refoulé collectif; elle représente, respectivement, le fantasme de la différence, de l’altérité, de la sauvagerie, de la liberté, du surnaturel, et de la sexualité débridée de toute une société en proie à la mauvaise conscience. »
La religion : 
La religion catholique est omniprésente dans le film. La cathédrale de Notre-Dame est un personnage à part entière, d’autant que ses trois gargouilles animées donnent véritablement vie au bâtiment. Les références religieuses répétées dans l’adaptation sont le reflet de la société médiévale française du XVe siècle. Les pratiques religieuses, les fêtes traditionnelles sont le ciment de la société, elles régissent la vie quotidienne. Le Disney débute aux sons des cloches comme le faisait la journée des habitants de Paris. Les tintements réguliers de la cathédrale étaient à cette époque un repère important pour la population. Le bâtiment incarne également un refuge pour les miséreux. Quasimodo y est chez lui. Les bohémiens y demandent l’asile afin d’échapper aux griffes de la justice punitive, qu’incarne notamment Frollo. Finalement on peut conclure qu' « à côté du puritanisme délétère incarné par Frollo, il y a un bon christianisme, évangélique, faisant de Dieu le père des pauvres et des petits, et de façon très hugolienne, c’est la bohémienne qui l’incarne ».
La société : 
Quasimodo est monstrueux aux yeux de la société médiévale. Sa difformité physique fait de lui un être mauvais. Il doit se cacher dans la cathédrale pour échapper à la cruauté des normes sociales qui ont fait de lui un paria, un freak. Quand il sort pour la première fois pour aller à la rencontre de la population, il est tout d’abord célébré puisqu’il s’agit du jour de la fête des fous. Sa difformité fait de lui une curiosité comme l’étaient les « monstres » dans les cirques. À l’occasion de cette fête médiévale, les conventions sociales sont renversées. « On fête l’homme laid au lieu de le rejeter. Mais ce renversement est artificiel, fragile, et il va être inversé: les choses rentrent dans l’ordre lorsque les  soldats  réveillent  la  cruauté  endormie  de  la  foule  versatile. Ce double renversement est d’une importance capitale pour Quasimodo, qui fait sa première expérience de l’humanité extérieure. » Il voit son espoir d’être accepté par la société se fracasser sur la méchanceté du monde qui repose sur des normes sociales notamment physiques. Dans le dessin animé, le bossu finit malgré tout par être accepté lorsqu’il devient le sauveur de la cathédrale et donc de la ville de Paris. Malgré sa difformité physique, sa beauté intérieure révélée aux yeux du monde fait de lui un individu admiré par la population, il est enfin perçu à sa juste valeur.

## Accueil critique

### En France
Dans Libération, Michel Roudevitch indique que « Moins soucieux de respecter le texte original que “les éléments fondamentaux de l'histoire”, l'aréopage de créatifs a opté pour “une aventure épique et musicale” (...) Le tout variant romantiquement du sacré au sucré. » Il explique que le personnage de Phœbus, lâche et séducteur dans le roman, est « devenu brave pour les besoins du happy-end », et juge Quasimodo « moins monstrueux » que la plupart de ses devanciers dans les précédentes adaptations du roman à l'écran : il le rapproche en revanche du Gavroche des Misérables. La cathédrale lui semble être le véritable personnage principal de l'histoire, et il en apprécie l'animation combinant dessin animé à la main et infographie.
Dans Le Monde, Samuel Blumenfeld analyse principalement les transformations apportées par Disney au roman : selon lui, elles mettent en valeur le personnage de Quasimodo, dont la monstruosité devient un simple particularisme, et développent ainsi une réflexion sur le thème de l'exclusion, de même que la mise en avant de la condition de gitane d'Esmeralda poursuivie par Frollo ou l'isolement progressif du capitaine Phœbus par rapport à sa hiérarchie. Il rapproche en cela Quasimodo de précédents héros Disney comme Dumbo dans le film du même nom ou la Bête dans l'adaptation Disney du conte La Belle et la Bête. Ce choix lui paraît justifier les modifications apportées au dénouement de l'intrigue. Il souligne également l'accentuation de la dualité des personnages (Quasimodo est physiquement laid mais son âme est pure, tandis que Frollo, supposé être le plus pieux, est le plus brutal) et l'absence de dimension féerique. Il estime que le dessin animé « devrait satisfaire le public habituel du genre », mais regrette une vision « caricaturale » du Paris médiéval, en particulier la boulangerie avec un étalage de baguettes de pain montré dans l'une des premières scènes du film, et conclut : « L'exactitude historique n'est certes pas un impératif catégorique pour ce genre de films, mais il y a certaines formes d'« exotisme » que les deux réalisateurs auraient pu nous épargner. »

### Réactions de la famille Hugo
Le film et la campagne publicitaire qui l'accompagne suscitent l'indignation des descendants de Victor Hugo qui publient une lettre ouverte dans le quotidien Libération en mars 1997. Ils y protestent contre la récupération par Disney, à des fins commerciales, du classique de la littérature qu'est devenu Notre-Dame de Paris : « Le propre des grandes œuvres artistiques de l'humanité est qu'elles finissent par appartenir à tout le monde, au sens propre et au sens figuré. Les droits de l'auteur finissent par tomber dans le domaine public, et chacun finit par inclure l'œuvre dans sa propre culture et sa propre sensibilité. C'est un processus naturel et sacré. Est-il possible alors qu'une entreprise multinationale puisse faire des milliards de chiffre d'affaires, pour son compte privé, sur le dos d'une histoire qu'elle n'a pas créée et qui appartient, légalement et moralement, au patrimoine culturel général ? »
Dans une seconde tribune, ils s'indignent également de l'omission du nom de Victor Hugo et des références au roman, tant dans la campagne publicitaire menée autour du film que dans les supports pédagogiques proposés aux enseignants par Disney, et s'inquiètent de la standardisation de la culture qu'entraînent les adaptations de ce type.
En revanche, Pierre Hugo, l'un des arrière-arrière-petits-fils de Victor Hugo, publie dans le quotidien Le Figaro une lettre, où il exprime un avis différent. Dans le magazine People, il juge le film « admirable » et met en avant le fait qu'on vendait déjà des poupées de chiffon représentant Quasimodo et Esmeralda du vivant de l'auteur, à la faveur du succès du roman.

## Distinctions
- Nomination à l'Oscar de la meilleure musique de film 1997 pour Alan Menken et Stephen Schwartz
- Nomination au Golden Globe de la meilleure musique de film 1997 pour Alan Menken
- Nomination et victoire au Top Box Office Films (ASCAP Award) pour Stephen Schwartz en 1997
- Nomination et victoire au Broadcast Music Incorcoprated (BMI) Award pour Alain Menken
- Nomination et victoire au 'GoldeneLeinwand' 1997 en Allemagne, prix décerné par le magazine 'FilmWoche' et la HDV, l'industrie du film allemande, depuis 1964.

## Sorties cinéma
- Première mondiale : 19 juin 1996 au Superdome de La Nouvelle-Orléans, sur six écrans et précédée d'une parade dans le carré français[1]
- 21 juin 1996 - États-Unis et Canada
- 27 juin 1996 - Argentine
- 28 juin 1996 - Brésil
- 4 juillet 1996 - Mexique
- 6 juillet 1996 - Corée du Sud
- 19 juillet 1996 - Royaume-Uni
- 24 août 1996 - Japon
- 5 septembre 1996 - Australie
- 30 octobre 1996 - Espagne
- 12 novembre 1996 - Portugal (Première)
- 15 novembre 1996 - Danemark, Pologne et Suède
- 22 novembre 1996 - Finlande
- 27 novembre 1996 - France et Belgique
- 28 novembre 1996 - Allemagne, Hongrie et Pays-Bas
- 29 novembre 1996 - Norvège, Afrique du Sud et Portugal
- 6 décembre 1996 - Italie
- 13 décembre 1996 - Estonie
- 24 janvier 1997 - Turquie

## Box-office
| Pays               | Box-office        | Classement 1996 |
| ------------------ | ----------------- | --------------- |
| International      | 00                | 5e              |
| États-Unis/ Canada | 0                 | 15e             |
| France             | 6 844 064 entrées | 1re             |
| Allemagne          | 2 999 154 entrées | ##              |
| Royaume-Uni        | 3 031 486 entrées | ##              |
| Espagne            | 3 232 798 entrées | ##              |
| Italie             | 3 079 679 entrées | ##              |
| Suisse             | 365 733 entrées   | ##              |

## Sorties vidéo
- 27 août 1997 - VHS avec recadrage 4/3 et Laserdisc avec format original (16/9).
- 31 octobre 2001 - DVD (en 16/9) et VHS (recadrage 4/3)
- 19 octobre 2005 - Bipack avec Le Bossu de Notre-Dame 2 : Le Secret de Quasimodo
- 15 mai 2013 - Blu-ray (en 16/9).

## Autour du film
- Le Bossu de Notre-Dame a popularisé comme personnage central et capital la cathédrale Notre-Dame dans le monde, en en faisant plus encore qu'auparavant l'un des lieux les plus visités, soit près de 14 millions de visiteurs par an, plus que la Tour Eiffel ou le musée du Louvre. Le nombre de spectateurs en Europe seule dépasse d'ailleurs plus de 22 millions (19,6 millions en France, Esp, It, GB, All & Suisse), ce qui en fait dans la plupart des pays l'un des 10 films les plus vus des années 1996 ou 1997.
- Dans le roman, Claude Frollo est un archidiacre ; cependant les producteurs du film décidèrent d'en faire un juge, et donc un personnage plus dangereux, son champ d'action pouvant s'étendre à toute la ville. (En particulier, il ne serait pas questionné à propos de ses agissements cruels envers les Bohémiens.) De même, la fin « heureuse » du film n'est pas conforme au récit d'Hugo. Dans le roman, Phoebus guérit de la blessure que lui a causé Frollo et se marie, il est alors le seul héros survivant car Esméralda meurt pendue à cause de Frollo ; Frollo finit poussé dans le vide par Quasimodo ; et ce dernier se laisse mourir près du corps d'Esméralda. Dans le film, seul Frollo meurt, tombé dans du plomb fondu. Phoebus et Esméralda deviennent un couple et ont un enfant dans la suite du film, Quasimodo est enfin accepté par la foule et considéré comme un héros.
- La scène d'ouverture (Les Cloches de Notre-Dame) était au départ seulement composée de dialogues. Après deux storyboards, elle fut jugée trop ennuyeuse et devint un numéro musical.
- Le décès de Mary Wickes durant la production obligea les réalisateurs à faire appel à une autre comédienne, Jane Withers, pour enregistrer les dialogues manquants de La Volière.
- On peut apercevoir dans la foule Belle de La Belle et la Bête (1991), le Tapis volant d'Aladdin (1992) pendant la chanson Rien qu'un jour et Pumbaa du Roi lion (1994), prêt à être rôti. Quant au vieux condamné, c'est Jafar, dans son déguisement de mendiant.
- Les paroles traditionnelles du Dies iræ, poème apocalyptique en latin, sont reprises lors du meurtre de la mère de Quasimodo, ainsi que d'autres chants grégoriens. La litanie « Kírie eléison » (du grec ancien « Κύριε ἐλέησον ») est récitée sept fois au cours du film : on l'entend à quatre reprises pendant la chanson Les Cloches de Notre-Dame et trois fois à la fin de la chanson Infernale. Cette litanie est également à l'origine du mot kyrielle.
- D'après les commentaires audio du DVD, le cheval de Frollo s'appellerait Snowball (« Boule de neige ») et la gargouille en forme de phacochère que l'on voit durant la scène de combat peut être vue sur la vraie cathédrale Notre-Dame.
- Le passage de l'attaque des pigeons est un clin d'œil au film Le Magicien d'Oz (1939) avec Judy Garland. On entend même la musique identique du déferlement des créatures diaboliques de la méchante sorcière de l'Ouest.
- Les différentes gargouilles animées présentes dans le film furent dessinées à partir des statues ornant le jardin d'Eugène Bonin.
- Lorsque la foule se moque de lui, Quasimodo reçoit des tomates, ce qui est impossible à l'époque ; elles ont en effet été importées du Nouveau Monde via l'Espagne, qui ne sera découvert que dix ans après l'année supposée de l'action du film.
- Dans le même style, l'utilisation du mot « festival » est un anachronisme. Le mot n'a été inventé qu'au XIXe siècle par le musicien français Hector Berlioz.
- L'apparence de la Cathédrale dans le dessin-animé est telle qu'on pouvait la voir en 1996, mais absolument pas celle de 1831 (époque d'écriture du Roman) où la Cathédrale ne possédait plus de flèche (celle qu'on voit à l'écran fut installée en 1863 et a brûlé en 2019). Mais la Cathédrale avait encore moins l'aspect qu'elle avait en 1482 (époque de l'action du film) : à cette époque donc la flèche telle qu'on la voit n’existait pas, mais il y avait bien une autre flèche, celle d'origine, mais elle fut démontée à la fin du XVIIIe siècle. Le parvis non plus n’existait pas en 1482... en effet devant l'entrée de la Cathédrale il y avait un quartier complet avec boutiques et maisons d'habitation. Tout fut rasé en 1804 sur ordre de Napoléon afin d'y préparer son sacre de décembre.
- Le personnage de Fleur-de-Lys, qui a un rôle récurrent dans le livre, n’apparaît pas dans le film et n’est nullement mentionné, de même que Paquette la Chantefleurie, la mère d'Esméralda ; en revanche, les trois gargouilles parlantes sont une pure invention du film.
- Le personnage de Jehan Frollo, petit frère de l'archidiacre Claude Frollo dans le roman de Victor Hugo, n'apparaît pas dans le film d'animation.
- De même, il semblerait que le personnage de Pierre Gringoire, qui n'apparaît pas non plus dans le long métrage, ait été fusionné avec le personnage de Clopin : en effet, le personnage sert de narrateur dans le film, tout comme Gringoire l'a été dans le roman de Victor Hugo.
- Dans la version originale, les gargouilles se prénomment Victor, Hugo et Laverne. Victor (La Rocaille) et Hugo (La Muraille) rendent clairement hommage à Victor Hugo. La référence (ou hommage) derrière le nom de Laverne (La Volière) est plus compliquée à déterminer.
- Quelques scènes rappellent celles du film Carrie au bal du diable. Quand Frollo empêche Quasimodo de profiter de la vie en le surprotégeant. Quand celui-ci est ému d'être élu roi du festival, mais se fait à la suite humilier par les gardes et la foule. Et quand Frollo tente de le poignarder pendant qu'il le console devant Esmeralda présumée morte.
- Quand des soldats tombent de Notre Dame à un moment du film, on entend le bruit de Dingo.

### Anachronismes
- la flèche de Notre-Dame est celle mise en place par Eugène Violet-le-Duc au XIXe siècle, postérieure à l'époque médiévale représentée et même à l'écriture du roman,
- des tomates sont lancées sur Quasimodo, alors que ce légume ne fut importé d'Amérique qu'à la Renaissance, après l'époque où se situe l'action[22].

## Adaptations
- Une comédie musicale, Hunchback of Notre Dame : A Musical Adventure, a été représentée aux Disney-MGM Studios à partir du 21 juin 1996[1].
- Le Festival des fous, un spectacle de 25 minutes, s'est joué à Frontierland dans le Parc Disneyland à partir du 21 juin 1996[23]
- Une comédie musicale en version allemande produite par Walt Disney Theatrical, Der Glöckner von Notre Dame, a été présentée à Berlin du 5 juin 1999[24] à 2002.
- Le Bossu de Notre-Dame a été adapté en jeu vidéo sur Windows sous le titre Disney's The Hunchback of Notre Dame: 5 Topsy Turvy Games et sur Game Boy sous le titre Disney's The Hunchback of Notre Dame . Un monde inspiré du dessin animé est présent dans le jeu vidéo Kingdom Hearts 3D : Dream Drop Distance[25].

Le 25 janvier 2014, Walt Disney Theatrical Productions annonce une nouvelle adaptation en comédie musicale du Bossu de Notre-Dame pour 2014.
Le 16 janvier 2019, Disney recrute David Henry Hwang (en) pour écrire le scénario d'un remake avec acteurs du film Le Bossu de Notre-Dame avec Alan Menken et Stephen Schwartz pour les musiques,,.